# Campionati europei di canottaggio 2012 - 2 senza maschile
Il 2 senza maschile dei Campionati europei di canottaggio 2012 si è svolto tra il 14 e il 16 settembre 2012. Hanno partecipato 11 equipaggi.

## Formato
Nel primo turno, i primi equipaggi di ogni batteria si sono qualificati alla finale, mentre gli altri si sono affrontati in un ripescaggio che ha qualificato altri quattro equipaggi. Gli equipaggi eliminati al ripescaggio hanno gareggiato in una finale B per i piazzamenti.

## Programma
| Data              | Ora (UTC+2) | Turno             |
| ----------------- | ----------- | ----------------- |
| 14 settembre 2012 | 9:46        | Batterie          |
| 15 settembre 2012 | 9:36        | Ripescaggi        |
| 16 settembre 2012 | 9:39 11:32  | Finale B Finale A |

## Risultati

### Batterie
| Pos. | Atleti                                        | Nazione     | Tempo   | Note |
| ---- | --------------------------------------------- | ----------- | ------- | ---- |
| 1    | Rogier Blink Mitchel Steenman                 | Paesi Bassi | 6'34"26 | Q    |
| 2    | Nenad Beđik Nikola Stojić                     | Serbia      | 6'44"20 | R    |
| 3    | Giuseppe De Vita Andrea Palmisano             | Italia      | 6'44"95 | R    |
| 4    | Konstantinos Christomanos Apostolos Lampridis | Grecia      | 6'46"36 | R    |
| 5    | Teri Georgiev Kristian Vasilev                | Bulgaria    | 6'47"04 | R    |
| 6    | Oleh Lykov Serhij Čykanov                     | Ucraina     | 6'54"76 | R    |

| Pos. | Atleti                           | Nazione       | Tempo   | Note |
| ---- | -------------------------------- | ------------- | ------- | ---- |
| 1    | Alex Sigurbjörnsson Pau Vela     | Spagna        | 6'33"54 | Q    |
| 2    | Kieren Emery Matthew Tarrant     | Gran Bretagna | 6'33"69 | R    |
| 3    | Domonkos Széll Béla Simon Jr.    | Ungheria      | 6'53"64 | R    |
| 4    | Sergej Babaev Roman Veselkin     | Russia        | 6'56"17 | R    |
| 5    | Wojciech Gutorski Jarosław Godek | Polonia       | 6'57"36 | R    |

### Ripescaggi
| Pos. | Atleti                         | Nazione  | Tempo   | Note |
| ---- | ------------------------------ | -------- | ------- | ---- |
| 1    | Nenad Beđik Nikola Stojić      | Serbia   | 6'42"32 | Q    |
| 2    | Domonkos Széll Béla Simon Jr.  | Ungheria | 6'43"38 | Q    |
| 3    | Teri Georgiev Kristian Vasilev | Bulgaria | 6'43"59 |      |
| 4    | Oleh Lykov Serhij Čykanov      | Ucraina  | 6'48"77 |      |
| 5    | Sergej Babaev Roman Veselkin   | Russia   | 6'50"68 |      |

| Pos. | Atleti                                        | Nazione       | Tempo   | Note |
| ---- | --------------------------------------------- | ------------- | ------- | ---- |
| 1    | Kieren Emery Matthew Tarrant                  | Gran Bretagna | 6'34"92 | Q    |
| 2    | Wojciech Gutorski Jarosław Godek              | Polonia       | 6'35"98 | Q    |
| 3    | Giuseppe De Vita Andrea Palmisano             | Italia        | 6'44"93 |      |
| 4    | Konstantinos Christomanos Apostolos Lampridis | Grecia        | 6'47"56 |      |

### Finali
| Pos. | Atleti                                        | Nazione  | Tempo   | Note |
| ---- | --------------------------------------------- | -------- | ------- | ---- |
| 1    | Giuseppe De Vita Andrea Palmisano             | Italia   | 6'42"05 |      |
| 2    | Konstantinos Christomanos Apostolos Lampridis | Grecia   | 6'46"31 |      |
| 3    | Oleh Lykov Serhij Čykanov                     | Ucraina  | 6'49"11 |      |
| 4    | Sergej Babaev Roman Veselkin                  | Russia   | 6'51"62 |      |
| 5    | Teri Georgiev Kristian Vasilev                | Bulgaria | 6'51"75 |      |

| Pos.    | Atleti                           | Nazione       | Tempo   | Note |
| ------- | -------------------------------- | ------------- | ------- | ---- |
| Oro     | Rogier Blink Mitchel Steenman    | Paesi Bassi   | 6'28"00 |      |
| Argento | Alex Sigurbjörnsson Pau Vela     | Spagna        | 6'29"17 |      |
| Bronzo  | Nenad Beđik Nikola Stojić        | Serbia        | 6'31"50 |      |
| 4       | Kieren Emery Matthew Tarrant     | Gran Bretagna | 6'33"86 |      |
| 5       | Wojciech Gutorski Jarosław Godek | Polonia       | 6'35"77 |      |
| 6       | Domonkos Széll Béla Simon Jr.    | Ungheria      | 6'46"33 |      |